# ياسوشي يوشيدا
ياسوشي يوشيدا (باليابانية: 吉田 靖) (9 أغسطس 1960 في طوكيو في اليابان – )؛ هو لاعب كرة قدم ياباني سابق كان يلعب كمهاجم.

## وصلات خارجية
- ياسوشي يوشيدا على موقع قاعدة بيانات كرة القدم.إي يو (الإنجليزية)
- ياسوشي يوشيدا على موقع Soccerway.com (الإنجليزية)
- ياسوشي يوشيدا على موقع عالم كرة القدم.نت (الإنجليزية)

- J.League Data Site (باليابانية)